# Estación de Suzukakedai
Suzukakedai (すずかけ台駅 Suzukakedai?) es una estación de ferrocarril situada en la ciudad de Machida, Tokio. Forma parte de la línea Den-en-toshi. Su código alfanumérico es DT24.

## La estación
Se trata de una estación que cuenta con dos andenes laterales que dan servicio a una vía cada uno. 

## Servicios ferroviarios
| procedencia/destino | < estación                     | Línea | estación > | destino/procedencia                 |
| ------------------- | ------------------------------ | ----- | ---------- | ----------------------------------- |
| Chuo-rinkan         | Minami-machida Grandberry Park |       | Tsukushino | Shibuya・Oshiage(Skytree)・Kasukabe |

## Galería de fotos

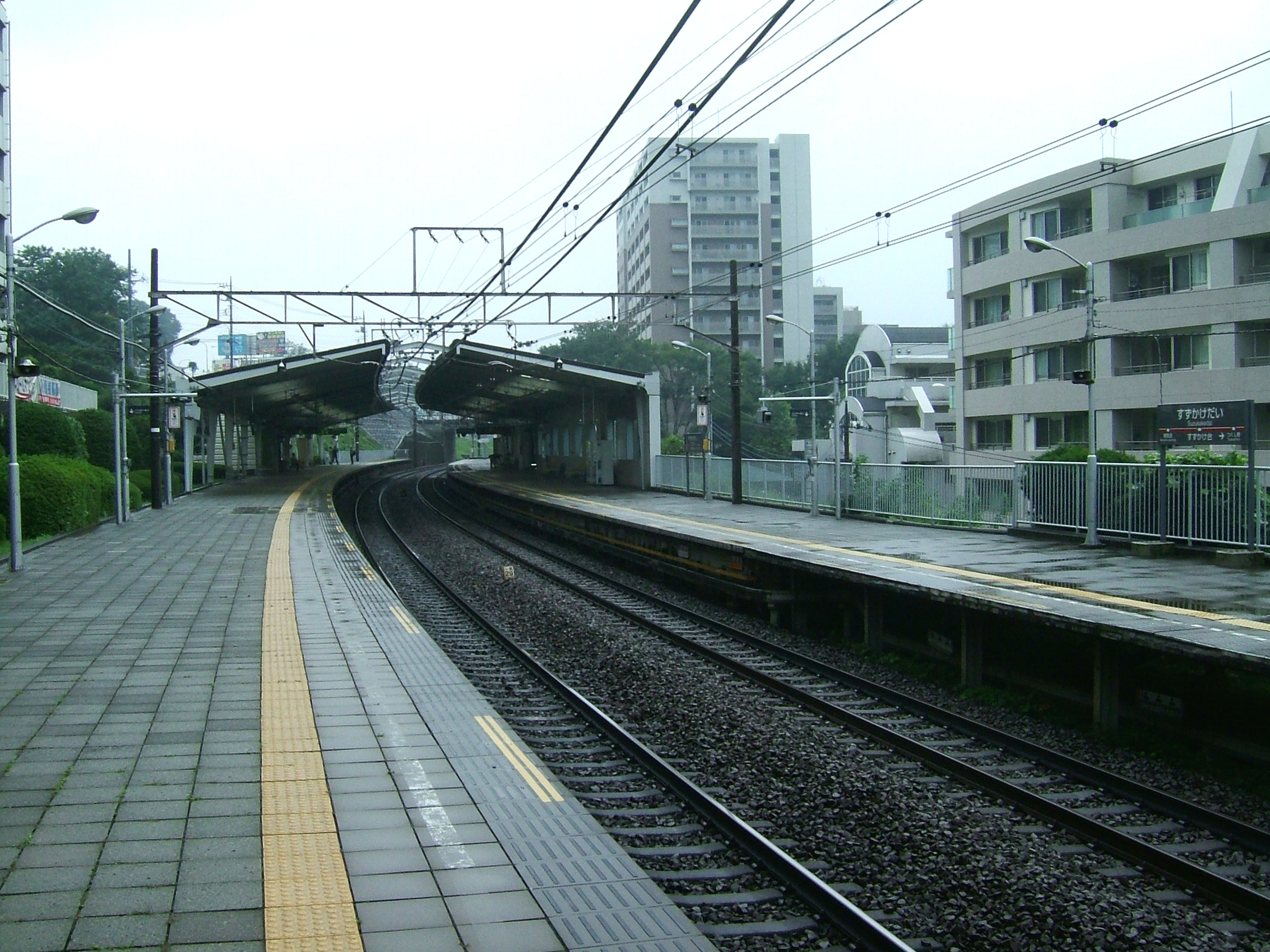
Andén
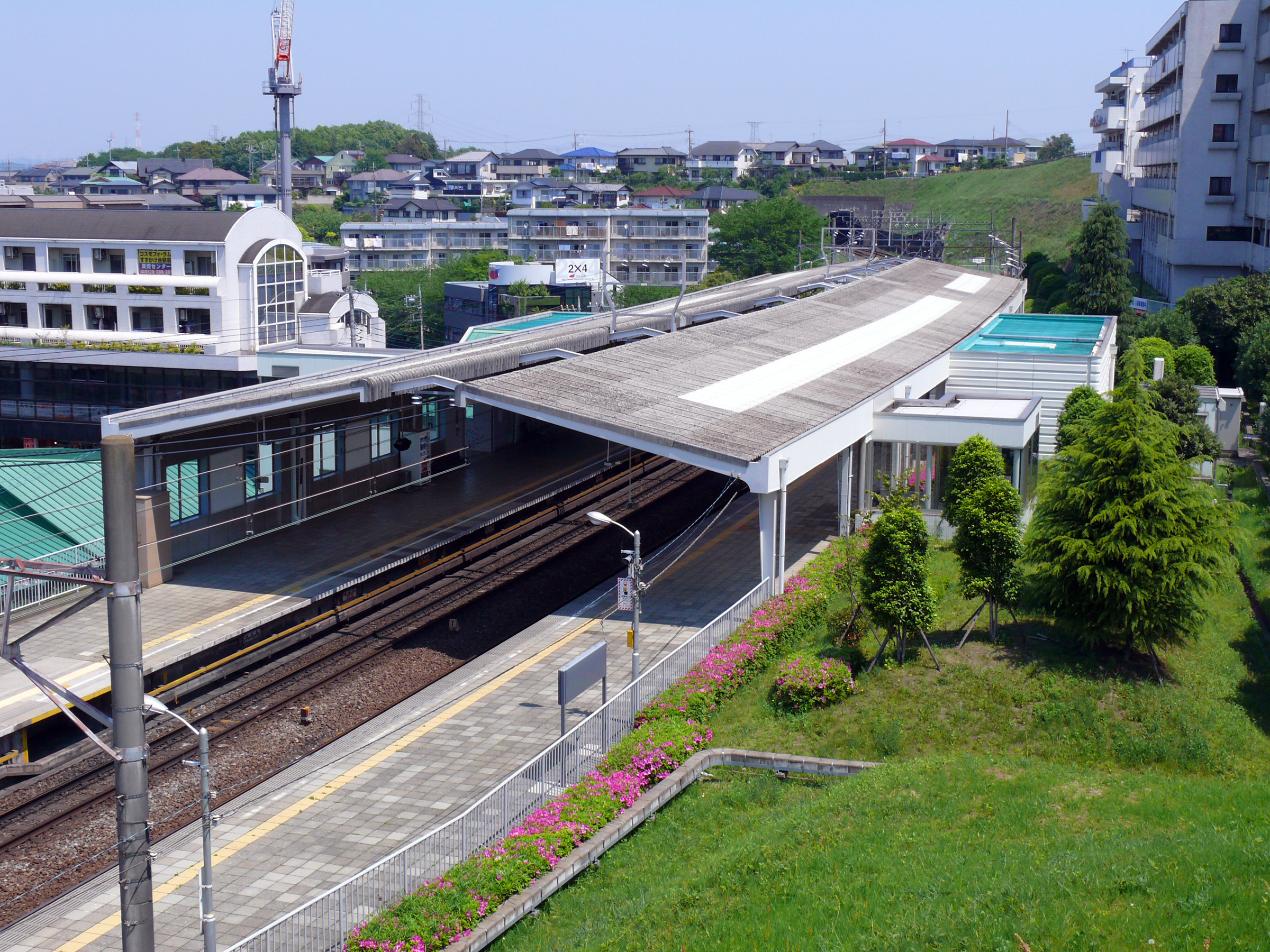
Panorámica de la estación